# Acciaio (film 1933)
Acciaio è un film del 1933 diretto da Walter Ruttmann.
Realizzato dalla Cines, da poco attrezzata per le produzioni sonore, quale tentativo di apertura verso apporti culturali internazionali, si tratta dell'unica pellicola per la quale Luigi Pirandello abbia firmato un soggetto originale (anche se profondamente rivisto in sede di realizzazione), nonché l'unica di finzione del documentarista tedesco Ruttmann.
Girato in gran parte in esterni presso la Acciaierie di Terni, esso fu caratterizzato da numerosi contrasti tra l'autore, il regista, il compositore e la produzione. Ne venne prodotta anche una versione tedesca. Alla sua uscita diventò l'oggetto di una netta divaricazione tra le opinioni della critica, che lo considerò quasi unanimemente poco meno d'un capolavoro, e l'accoglienza del pubblico, che ne decretò un pesante insuccesso commerciale.

## Trama
Mario, bersagliere ciclista, viene congedato e torna al suo lavoro di operaio alle acciaierie di Terni confidando di ritrovare e sposare Gina, che era la sua fidanzata. Ma la ragazza, intanto, si è legata a Pietro, anche lui operaio ed i due confessano apertamente a Mario la loro relazione. A causa di ciò Mario e Pietro, un tempo grandi amici, litigano, ma il lavoro li costringe a stare vicini. Un giorno un'incomprensione tra i due durante una colata causa un grave incidente nel quale Pietro viene investito da un lingotto incandescente.
Benché Pietro, moribondo, abbia il tempo di dire che il responsabile dell'incidente non è Mario, costui, a causa del noto contrasto che li divideva, è considerato dalla comunità responsabile dell'atroce morte del collega. Isolato e disprezzato da tutti, Mario pensa di mettere a frutto la sua esperienza militare e di darsi al ciclismo professionistico, lasciando il lavoro della fonderia. Quando sembra che questa prospettiva sia ormai a portata di mano, Mario, ancora innamorato di Gina con cui spera di riallacciare il rapporto, decide di tornare in fabbrica a fare l'operaio, dove sarà a fianco del padre di Pietro, che ha sempre creduto alla sua innocenza.

## Produzione

### Contesto storico
Nel 1929, grazie ai finanziamenti della Banca Commerciale Italiana, l'imprenditore Stefano Pittaluga, titolare della S.A.S.P. a quel tempo la più importante azienda italiana in campo cinematografico, trasferì a Roma l'attività produttiva (in precedenza svolta negli stabilimenti torinesi della Fert), riaprendo i teatri di posa della "Cines" di via Vejo, anche in previsione di possibili interventi dello Stato a favore della cinematografia nazionale. 
Con un cospicuo investimento l'impianto, che era stato acquisito dalla S.A.S.P. sin dal 1926 a seguito della liquidazione dell'"UCI", fu attrezzato - primo in Italia - per la produzione di film sonori. La nuova realtà, denominata "Cines - Pittaluga", fu inaugurata il 23 maggio 1930 e diventò il catalizzatore di quanti auspicavano un rilancio (la "rinascita") della cinematografia italiana, dopo la profonda crisi degli anni venti, progetto a cui anche alcuni esponenti del regime guardavano con interesse. Ed in effetti nel triennio 1930 -1932 sui 51 titoli della produzione italiana, oltre due terzi (35) uscirono dagli stabilimenti di via Vejo.
L'improvvisa morte, avvenuta il 5 marzo 1931, di Pittaluga, quando solo tre film sonori erano stati distribuiti e diversi altri erano in lavorazione, rischiò di mettere in crisi questa prospettiva. L'intervento della Banca Commerciale, proprietaria dall'aprile 1928 dell'80 per cento della società di Pittaluga, fu di assegnare a Ludovico Toeplitz, che già faceva parte dal Consiglio di Amministrazione dell'azienda, funzioni dirigenziali. Il neo dirigente era figlio di quel Giuseppe che da circa trent'anni reggeva, non senza aspri contrasti, le sorti del maggior Istituto bancario italiano ed in passato aveva già avuto incarichi in altre aziende legate alla "Commerciale", tra cui la "Terni". 

Emilio Cecchi, direttore della produzione "Cines" dal 1932 al 1933

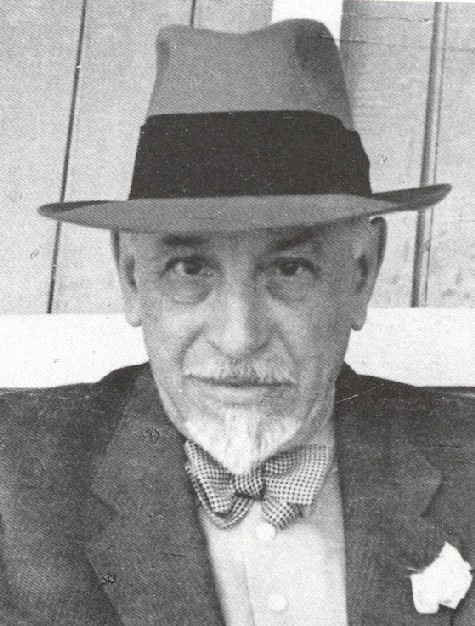
Luigi Pirandello nel 1932, quando firmò Gioca Pietro!, soggetto da cui fu tratto, con notevoli modifiche, il film Acciaio

Toeplitz si pose l'ambizioso obiettivo di far uscire dallo stabilimento "Cines" 2 pellicole sonore al mese. Uno dei suoi primi atti fu la nomina a direttore della produzione di Emilio Cecchi, figura di letterato nota a livello internazionale ed interessato - a differenza di molte altre personalità di cultura - al cinema, il quale volle perseguire un miglioramento qualitativo della produzione italiana, aprendola a contributi di intellettuali ed artisti e dando molto spazio anche ai documentari.
Tra le personalità della cultura italiana, Pirandello, che in seguito manifesterà per il cinema sentimenti molto contrastanti, ora di deciso apprezzamento, ora fortemente sprezzanti, era stato coinvolto sin dall'inizio nella nuova "Cines" quando dalla sua novella In silenzio era stato tratto, anche se con notevoli modifiche La canzone dell'amore, primo film sonoro italiano distribuito.

### Soggetto
Nella sua visione di cinema di pregio, Cecchi si rivolse nuovamente a Pirandello per un film incentrato sulle Acciaierie di Terni, originato sia dalla volontà di Toeplitz di realizzare una pellicola su quell'impianto siderurgico, di cui era stato un amministratore, sia dall'interesse del regime per un'opera celebrativa del lavoro italiano, ambientata in un'azienda simbolo dello sviluppo industriale che il fascismo, anche a fini di potenza militare, era stato capace di perseguire. Lo scrittore venne pertanto richiesto di preparare quello che sarebbe stato l'unico soggetto originale ideato appositamente per il cinema e non tratto da una sua opera letteraria ed a tal fine egli fu accompagnato da Cecchi ad una visita allo stabilimento. Tuttavia, secondo diversi studiosi il soggetto alla base di Acciaio intitolato Gioca Pietro! (inizialmente E lui gioca!) fu in realtà elaborato dal figlio Stefano Landi, poiché lo scrittore agrigentino si trovò in obbligo di scriverlo, ma senza convinzione, a seguito di pressioni politiche.
Comunque Pirandello presentò come suo quel testo, definendolo «uno dei primi saggi di cinematografia parlata come l'intendo io [in cui] le macchine, le maestranze, il clima di quell'industria non entreranno nel mio film come motivi decorativi [...] Ho composto uno scenario che è un vero e proprio spartito ed in molte scene ho tenuto conto dell'effetto da tenersi con i suoni». Ma se in pubblico egli assunse un atteggiamento positivo, nello stesso periodo, con il film già entrato nella fase attuativa, intervenne più volte per contestare il modo con cui la vicenda veniva realizzata. 

La pressa dello stabilimento siderurgico di Terni, al cui interno furono girate da Ruttmann molte scene di Acciaio

Qualche commentatore ha scritto in proposito di "tradimento" del soggetto pirandelliano, riportando una lettera che lo scrittore inviò a Cecchi il 5 agosto 1932 in cui lamentava che si volesse fare del suo testo «una specie di documentario su quella misera baracca di ferri vecchi che è una fonderia italiana, mentre tutto il mio sforzo è stato di cavare dalla stupidità meccanica un po' di dramma umano; stantuffi in primo piano ne abbiamo già visti fino alla sazietà».

### Sceneggiatura
In effetti, già in sede di sceneggiatura il soggetto firmato da Pirandello, acquisito dalla "Cines" il 3 giugno 1932 per 71.000 lire, venne sottoposto a molte modifiche, ad iniziare dal titolo che fu mutato dapprima in Acciaieria, poi in Acciaierie. Ad una prima stesura realizzata da Mario Soldati, all'epoca importante collaboratore della "Cines" e dallo stesso Cecchi, seguì una seconda versione elaborata da Ruttmann, che nel frattempo era stato scelto quale regista, ed ancora da Soldati; lo scrittore torinese, rievocando quarant'anni dopo la vicenda, sostenne che essa «fu fatta praticamente da Ruttmann, che faceva tutto lui; io nel 32 ero un ragazzino e scrivevo quello che lui mi diceva di scrivere», benché in un'altra occasione egli abbia ammesso di essersi schierato contro le richieste di Pirandello, ricordandone l'iscrizione al P.N.F. avvenuta subito dopo il delitto Matteotti.

Settembre 1932. Comparse femminili, scelte tra abitanti di Terni, sul set di Acciaio

Le molte variazioni apportate al soggetto (diminuzione e modifica di personaggi - a cui viene anche cambiato nome - ed impoverimento della vicenda e dei caratteri, con eliminazione di alcuni passaggi ed inserimento di episodi nuovi) portarono ad uno stravolgimento della trama originaria, per cui «la povera storia dei due lavoratori impallidisce di fronte alla preponderanza di elementi lirici e documentari». Lo stesso Ruttmann, che veniva dall'esperienza di documentarista, (ed ancor prima dalla musica e della pittura) affermò all'uscita del film in Germania, «vorrei che Acciaio risultasse il meno possibile un film di finzione; vorrei inebriarmi, e con me lo spettatore, con immagini dell'acciaieria».
Alla fine dell'agosto 1932, la differenza di vedute tra lo scrittore e la "Cines" sulla realizzazione del film divenne così profonda che si arrivò alla revisione del contratto iniziale: Pirandello riconosceva la possibilità per la casa produttrice di modificare profondamente il soggetto, mentre lui otteneva che la pellicola venisse presentata solo come «libera interpretazione cinematografica» di un suo soggetto, che egli veniva lasciato libero di pubblicare - a riprova del testo originario - sul mensile Scenario. Dopo questo accordo vi furono ancora numerosi rifacimenti che proseguirono non solo in fase di montaggio, ma anche durante la circolazione, per assecondare alcuni appunti della critica.

### Regia
Uno dei contrasti sorti tra Pirandello e la produzione riguardò il nome del regista. Lo scrittore aveva infatti annunciato che per il "suo" film sarebbe stato chiamato in Italia l'austriaco Pabst, (che rifiutò l'incarico perché impegnato nel Don Chisciotte), accennando in alternativa al possibile coinvolgimento del notissimo russo Eisenstein, con cui aveva già condiviso un'iniziativa riguardante un congresso internazionale del cinema indipendente svoltosi nel settembre 1929 al Castello di La Sarraz.

Isa Pola, Vittorio Bellaccini e Piero Pastore in una scena di Acciaio

Cecchi, invece, nel quadro di una intensa collaborazione produttiva italo - germanica che prevedeva anche una versione tedesca di Acciaio, scelse Walter Ruttmann, nome di risonanza internazionale per la notorietà raggiunta con le sue "sinfonie visive", nelle quali aveva dimostrato di saper gestire con sicurezza la tecnologia del sonoro, che infatti egli tradurrà nel film in modo «quasi maniacale».
Tuttavia, oltre che agli obblighi della coproduzione, la scelta di Ruttmann fu dovuta anche alla volontà di Cecchi, per il periodo in cui diresse la produzione della "Cines", di sprovincializzare il cinema italiano dell'epoca. In questo senso la Germania, la cui cinematografia non aveva sofferto negli anni venti una crisi come quella italiana, era negli anni trenta il primo paese europeo nella distribuzione in Italia, nonché approdo lavorativo di molti cineasti italiani.

### Cast

Alfredo Polveroni, un operaio delle acciaierie che diventò attore soltanto per Acciaio, in una scena con Isa Pola

Isa Pola in una scena con il calciatore - attore Piero Pastore

Un altro motivo che indusse Pirandello a prendere le distanze dalla realizzazione di Acciaio riguardò la scelta della protagonista, ruolo che egli chiese più volte fosse assegnato a Marta Abba. Quando l'attrice, circa quarant'anni dopo, rievocò la vicenda, sostenne che lo scrittore le aveva assicurato che sarebbe stata la protagonista del film, ma che poi la "Cines" l'avrebbe esclusa essendosi rifiutata di convincere Pirandello ad accettare le modifiche. Ma già nei primi mesi del 1933, a film appena concluso e non ancora distribuito, la Abba aveva scritto direttamente a Mussolini un memorandum, datato 16 marzo, in cui lamentava di essere stata ingannata dalla "Cines", che l'aveva convocata a Roma per un "provino", quando in realtà il suo ruolo era già stato assegnato alla più giovane Isa Pola.
Anticipando scelte future del cinema italiano, gli interpreti furono in larga parte non professionisti. Anche su questo aspetto vi furono le obiezioni di Pirandello che in una lettera a Cecchi contestava «il Ruttmann che non dispera di trovare attori tra gli stessi operai, se vogliamo ridurre i personaggi in macchiette. Non scherziamo: queste cose si possono fare in Russia!». Ma, in effetti, molti ruoli - tra cui quelli essenziali di Pietro Ricci, vittima dell'incidente sul lavoro e di suo padre Giuseppe - furono assegnati a lavoratori della fabbrica oppure ad abitanti della zona. Anche il protagonista Mario venne interpretato da Piero Pastore, noto calciatore dell'epoca, che poi comunque proseguirà un'attività cinematografica per altri trent'anni. La direzione della parte recitativa fu affidata a Mario Soldati.

### Riprese
Acciaio venne girato quasi interamente presso lo stabilimento siderurgico di Terni, tra il settembre ed il novembre 1932, in circa due mesi e mezzo di lavorazione. Durante questo periodo le macchine da presa furono portate a così poca distanza dalla colata che si temette per l'incolumità degli operatori. 

Molte scene di Acciaio, come questa, furono girate all'interno della fabbrica, a poca distanza dalla acciaieria

I rumori della fabbrica furono registrati in presa diretta e costituirono, assieme alla musica, una "sinfonia delle macchine"

Ruttmann, dopo aver condotto numerose prove sulla registrazione dei rumori della fabbrica, volle utilizzare, secondo la sua esperienza di documentarista, la presa diretta, valorizzando il frastuono dell'impianto per realizzare una «sinfonia delle macchine»; anche la parte recitativa fu realizzata in presa diretta, ma il risultato fu pessimo e si dovette poi effettuare il doppiaggio.
La lavorazione si bloccò per qualche giorno a causa di un divieto frapposto dal Ministero della Marina alle riprese in un settore dello stabilimento, denominato "treno corazze", interessato a lavorazioni militari. Fu in quella occasione che l'assistente di Ruttmann, la norvegese Hilde Fidelius, temendo il sequestro della pellicola già girata, la sottrasse allontanandosi da Terni. Dopo varie trattative tra la "Cines" e gli uffici ministeriali, il divieto fu infine rimosso e i rulli di pellicola vennero restituiti.
Le poche riprese realizzate in interni presso il teatro 3 della "Cines" di via Vejo furono effettuate a dicembre. Ruttmann curò personalmente il montaggio che durò fino alla fine del gennaio 1933. I tempi complessivi di lavorazione di Acciaio furono molto più lunghi rispetto ai film dell'epoca ed i costi della produzione rilevanti. Questo attirò delle critiche: «A quale dei nostri giovani registi - scrisse Bontempelli - si daranno, per fare il paragone in piena parità, i mezzi che sono stati dati a Ruttmann?».

## Colonna sonora
Non pochi problemi ci furono anche per l'accompagnamento musicale del film, della cui scrittura la "Cines" incaricò il compositore Malipiero, che si scontrò ripetutamente con il regista sul rapporto tra musica e cinema di cui avevano concezioni opposte. A film quasi ultimato, Ruttmann spiegò che, a suo parere, «il musicista deve scrivere musiche destinate ad un film quando questo è completamente finito [e] seguendo passo passo la visione prende gli appunti necessari ad una musica veramente aderente al film», subordinando di fatto il lavoro di Malipiero al suo.
Ma costui non accettò mai tale posizione subalterna, rifiutando di incontrare il regista, imponendo che le musiche da lui create non subissero alcuna modifica in sede di montaggio, chiedendo che esse venissero affidate ad un'orchestra di ben 60 elementi ed infine, quando Ruttmann inserì un motivo suonato da una banda musicale di Terni, definendolo in polemica con Cecchi un «ignominioso strombazzamento». Più di trent'anni dopo il compositore ricordò che «io scrissi la musica per conto mio e gli altri fecero il film per conto loro; Ruttmann volle fare in quella produzione il despota».
Le musiche scritte per Acciaio (La canzone di Gina, Le musiche della Fiera, la musica delle Giostre, la musica delle danze sino alla più nota sinfonia delle macchine) restarono l'unica composizione di Malipiero per il cinema (salvo quella per un documentario del 1954 dedicato ad Asolo, sua città di adozione) e ricevettero dalla critica un generale apprezzamento, in quanto «le proprietà dello stile malipierano vengono fuori in questo film, affermate con la forza dei momenti migliori per cui vien davvero da sorridere dei soliti disfattisti che ignorano l'esistenza di una musica italiana moderna».

## Accoglienza
Acciaio fu caratterizzato da un netto contrasto tra elogi tributati dalla critica ed insuccesso decretato dal pubblico. Che il film sarebbe andato incontro ad un pessimo risultato economico la "Cines" ne ebbe sentore ancor prima che iniziasse a circolare, dato che nel febbraio - marzo 1933, durante una serie di presentazioni fatte ai dirigenti commerciali della S.A.S.P., collezionò una serie unanime di opinioni negative, da «nessuna scena, nessuna situazione, nessuna azione rivela un'attitudine geniale di Ruttmann» a «film non commerciabile né in Italia né all'estero», sino a «opera di pochissimo valore». Anche un tentativo di Toeplitz di ottenere un placet dall'influente Margherita Sarfatti non ebbe successo, tanto che la scrittrice, mesi dopo, bollerà il film come «convenzionale, noioso, pedante, insopportabile».
Poco prima che il film fosse distribuito Cecchi ne curò una presentazione con un lungo articolo nel quale ne vantava le caratteristiche popolari e cinematografiche che «per la purità dei mezzi espressivi è tra i più esemplari mai prodotti». 
La pellicola fu vista anche da Pirandello, poi il 29 marzo si tenne una "anteprima" riservata ad una platea di politici, letterati e giornalisti ed il 30 marzo 1933 (periodo considerato poco propizio per la distribuzione) uscì in "prima nazionale" a Trieste e a Bologna.

### Incassi
Nonostante il vasto consenso espresso dalla critica (solo Leo Longanesi si dissociò dal generale plauso) ed un'assidua campagna promozionale, Acciaio andò incontro all'insuccesso che i dirigenti commerciali della "Cines" avevano previsto, riducendosi ad un film «di prestigio». In assenza di un archivio della casa produttrice (a seguito dell'incendio che distrusse l'impianto nel 1935) ed in mancanza di dati ufficiali, il pessimo risultato economico del film è desumibile dagli appunti di Cecchi, da cui emerge che Acciaio fu la pellicola con gli incassi di gran lunga più bassi tra tutti quelli della "Cines" di quegli anni.

Piero Pastore ed Alfredo Polveroni

Non aiutò la quasi contemporanea uscita sugli schermi di Camicia nera, che riscosse un grande successo di pubblico, restando in cartellone per alcune settimane, mentre Acciaio riuscì a resistere mediamente 5 - 7 giorni, decisamente sproporzionati rispetto allo sforzo produttivo che l'aveva generato. Da notare che nello stesso periodo era anche in distribuzione nelle sale italiane un altro film tratto da Pirandello (in questo caso senza distinguo dello scrittore) Come tu mi vuoi, che aveva il grande richiamo della presenza della Garbo e che, quanto a successo di pubblico, surclassò il film della "Cines".

### Critica contemporanea
Quando Acciaio uscì raccolse da parte della critica un coro di consensi, solo in qualche caso attenuati dall'eccesso di aspetti documentari che esso presentava. Lo riconobbe Enrico Roma: «Ruttmann avrebbe fatto bene a rispettare di più il soggetto, ma è da ciechi non voler vedere quanto v'è di nobile, di artistico, di insolito e di veramente bello. Quando mai in Italia s'era fabbricato un film che rispettasse il nostro spirito di razza, il nostro clima politico, il nostro carattere [...] e tanto peggio per chi sullo schermo va cercando donne in camicia da notte, personaggi teatrali e spiritosità da giornaletto umoristico». Anche Gastone Bosio ammise che «del soggetto originale di Pirandello non è rimasto molto [...] ma il film rimane interessante [con un] carattere non solo tipicamente europeo, ma particolarmente italiano».

Scena di Acciaio girata all'interno della fonderia ternana. A destra l'operaio Vittorio Bellacini diventato, per questa sola occasione, attore

La maggior parte dei commenti fu comunque entusiasta. «Una cosa bellissima» lo definì il Corriere della sera, mentre La Stampa lo considerò «tra i più nobili da noi prodotti, accuratissima cornice destinata ad ospitare alcuni mirabili frammenti, la "sinfonia delle macchine"».
Per qualcuno «di fronte ad Acciaio si prova un'emozione così complessa e sconcertante che si stenta ad individuarne l'origine», oppure «assai di rado il cinema vuole essere arte, avere uno stile: per questo Acciaio si classifica di colpo tra i film più belli e severi [benché] mancante di una perfetta saldatura tra le vicenda umana e la rappresentazione delle immagini».
Non mancò il tema ricorrente della "rinascita" del cinema italiano. «Acciaio ci leva un gran peso dallo stomaco, quello che in Italia non si potesse fare del cinema, e non una produzione da dilettanti a passo ridotto; [il film] è un bellissimo spettacolo italiano, italiano il soggetto, l'ambiente, le musiche e gli attori».
Analogo commento del Messaggero: «Ecco Acciaio, produzione dell'industria nazionale, alla quale il felice arduo sforzo rende onore: la cinematografia italiana ricomincia a spiccare alti voli» e, ancor di più, del quotidiano fascista L'Impero secondo cui «A Ruttmann dobiamo essere grati perché ha saputo vedere quanto di grande, bello e dignitoso c'è nella nostra razza e lo ha saputo esprimere con una franchezza ed una semplicità profondamente italiana».

### Critica successiva
Col passare del tempo Acciaio non ritrovò i giudizi entusiasti del suo apparire, benché sia stato riconosciuto come «uno dei primissimi film prodotti nel nostro paese fuori da uno squallido provincialismo». Esso, tuttavia, è stato definito «un grande film, ma un film sbagliato, sin dal suo nascere [per cui] la sua caduta volle dire campo libero ai vari Villafranca, Campo di maggio, Camicia nera sino al trionfo operettistico del goffo e falso Scipione l'Africano» e si è negato anche che possa essere indicato quale esperienza, sia pure timida, di libertà espressiva o di anticonformismo rispetto ai dettami dell'epoca.

Scena di lavoro nello stabilimento siderurgico

L'eccesso di aspetti documentaristici continuò ad essere rilevato sia prima che dopo la cesura della guerra e «dimostrò che il temperamento di Ruttmann non era adatto ad un film narrativo in quanto si lasciò prendere la mano dalle parti documentaristiche e descrittive a scapito della vicenda drammatica». Sotto il profilo artistico «Acciaio, già allora considerato un fallimento, non regge ad una visione moderna: volontà artistica, forse, ma risultato assai modesto».

### Edizione tedesca
La "prima" della versione tedesca fu presentata nel maggio 1933 nella città mineraria di Bochum con il titolo Arbeit macht glücklich (il lavoro rende felici, scelta inquietante alla luce di quanto accadrà) ed a questo evento, caratterizzato da un gran sventolio di bandiere italiane e naziste, partecipò anche Pirandello. Ma in Germania la critica, molto meno entusiasta di quella italiana, ritenne il film una «storia non sufficientemente credibile ed anche il lavoro non ci viene presentato come fonte di felicità», mentre a Berlino, pur riconoscendo che il film era «un evento artistico» si concluse che «esso non avrà alcuna influenza in Germania né sul piano della sceneggiatura, mal riuscita, né su quello della trama o della tendenza politica». Oggi la versione tedesca del film è considerata perduta.

### Conseguenze
il pessimo risultato commerciale di Acciaio se non causò, certo contribuì non poco alla crisi della "Cines" che dal maggio 1933 iniziò a licenziare il personale, sotto il peso di perdite accumulate dal maggio 1932 che nell'ottobre 1933 superarono i 4 milioni e mezzo di lire. Ancor prima era stato licenziato in tronco Mario Soldati, ritenuto il principale responsabile degli errori che avevano pregiudicato l'andamento del film. Anche Toeplitz, la cui posizione si era indebolita dopo che suo padre era stato "invitato" dal governo a lasciare la "Banca Commerciale" in grave difficoltà, si dimise per andare a Londra dove fondò assieme ad Alexander Korda la "London Film Production".
Cecchi restò ancora per poco in via Vejo, dove curò la produzione di 1860, ma poi a novembre diede anch'egli le dimissioni rifiutando l'offerta del nuovo Presidente, Mario Solza, di una collaborazione episodica e con il suo allontanamento caddero le ipotesi di nuove pellicole tratte da testi pirandelliani. Ruttmann tornò in Germania e non fu più richiamato in Italia. La precaria situazione della "Cines" condusse la nuova dirigenza a sospendere la produzione autonoma, affittando i teatri di posa ad aziende terze, sino a quando il 26 settembre 1935 un incendio li distrusse quasi completamente.